# インディアナポリス・オリンピアンズ
インディアナポリス・オリンピアンズ (Indianapolis Olympians) は、かつてアメリカ合衆国インディアナ州インディアナポリスに存在したNBAのバスケットボールチーム。1949年に創設され、1953年に解散した。

## 歴史
1949年に設立された。チーム名は、1948年ロンドン五輪金メダリストが多く在籍していたことからつけられた。当時のエースだったアレックス・グローザとラルフ・ベアードはいずれもケンタッキー大学出身で、1951年の第1回NBAオールスターゲームにも出場している。
1951年、NCAAで一部の選手たちが八百長に関与したというスキャンダルが発覚し、それに関わっていたグローザとベアードはNBAから永久追放処分を受けた。スター選手を失ったオリンピアンズはその後財政難に陥り、1953年に解散に追い込まれた。この後、1976年にABAのインディアナ・ペイサーズがNBAへの加盟を認められるまで、インディアナポリスにはNBAチームが存在しなかった。
NBAでの戦績は4シーズンで132勝137敗、勝率.491であった。
なお、1951年1月6日に行われたロチェスター・ロイヤルズとの一戦は、NBA史上最長となる6オーバータイムまでもつれた。試合はオリンピアンズが75-73で勝利している。